# Zełenyj Haj (rejon biłozerski)
Zełenyj Haj (ukr. Зелений Гай) – wieś na południu Ukrainy, w obwodzie chersońskim, w rejonie biłozerskim. Miejscowość liczy 145 mieszkańców.